# Yūichirō Hayashi
Pour les articles homonymes, voir Hayashi.
Yūichirō Hayashi (林 祐一郎, Hayashi Yūichirō) est un réalisateur et animateur d'anime japonais.
Il rejoint une école d'animation puis commence à travailler dans l'industrie de l'anime avec Inuyasha en 2001 et obtient son premier travail de réalisateur en 2012. Parmi les séries qu'il a réalisées figurent Garo: The Animation, Gambling School (Kakegurui), Dorohedoro et la saison 4 de l'Attaque des Titans.

## Biographie
Après avoir obtenu son diplôme d'études secondaires, Hayashi n'avait pas de carrière spécifique en tête. Cependant, il se laisse convaincre par un ami de rejoindre une école d'animation dirigée par Toei Animation. Il a ensuite travaillé sur sa première série avec une animation intermédiaire pour Inuyasha en 2001. En 2012, il réalise sa première série avec Pes : Peace Eco Smile, une série de courts métrages d'animation produits par Studio 4°C pour promouvoir Toyota. Masao Maruyama lui a ensuite proposé de réaliser Garo : The Animation au MAPPA, ce qu'il a accepté.

## Filmographie partielle

### Au cinéma
- 2008 : Batman : Contes de Gotham (Batman: Gotham Knight, animation clé)[6]
- 2009 : Halo Legends  (conceptions mécaniques)
- 2010 : Welcome to the Space Show  (directeur artistique)[7]
- 2012 : 009 Re:Cyborg  (storyboards)[6]
- 2015 : Psycho-Pass: The Movie  (storyboards)[6]
- 2016 : Garo: Divine Flame  (réalisateur)[8]

### À la télévision
- 2001 : Inuyasha  (animation intermédiaire)[3]
- 2009 : Sōten Kōro  (créateur de personnages)[9]
- 2014-2015 : Garo : L'animation  (réalisateur)[10]
- 2017-2019 : Gambling School (Kakegurui) (réalisateur)[3]
- 2020 : Dorohedoro  (réalisateur)[11]
- 2020-2023 : L'Attaque des Titans : La Dernière Saison  (réalisateur)[12]